# Annapolis (película)
Annapolis (El desafío en México y Annapolis en Argentina) es una película de 2006 dirigida por Justin Lin y protagonizada por James Franco, Tyrese Gibson, Jordana Brewster, Donnie Wahlberg, Roger Fan y Chi McBride. La película gira en torno a Jake Huard, un joven que sueña con un día entrar a la Academia Naval de los Estados Unidos en Annapolis, Maryland. Fue estrenada el 27 de enero de 2006 en Estados Unidos.

## Argumento
Jake Huard (James Franco) despierta después de haber sido derribado durante un combate de boxeo. Después de levantarse y ganar el combate, regresa a la casa que comparte con su padre (Goodman), quien también es un empleado en un astillero naval, la construcción de buques para la Armada. Se revela que su madre ha muerto hace un tiempo, y su padre duda de su capacidad de ser cualquier cosa.
Al día siguiente, es visitado por el capitán de corbeta LCDR Jake Burton (Wahlberg), quien le revela que su solicitud a la Academia Naval de Estados Unidos en Annapolis, Maryland, ha sido aceptada. En un bar donde Huard y sus amigos celebran la aceptación, sus amigos le presentan a una joven llamada Ali (Brewster), y le afirman que es una prostituta contratada como un regalo de despedida para Jake. Huard intenta seducir a Ali sin éxito.
En su primer día en la Academia, Huard descubre que uno de sus instructores es Ali, una guardia marina de segunda clase. El teniente guardia marina de primera clase, Cole (Gibson), se revela como un recluta de marina, y anuncia su intención de eliminar a cualquier guardia marina que sienta que no conseguirá convertirse en un oficial. Los compañeros de habitación de Jake son: Nance (Shannon), apodado "gemelo" porque es demasiado gordo para completar la carrera de obstáculos, Lu (FAN), y Estrada (Calderón), quien es señalado por Whitaker por su raza.
Conforme pasa el tiempo, Estrada es expulsado por mentir a Whitaker, Nance explica su negativa a irse al señalar que los instructores están tan centrados en Huard que lo ignoran. Huard regresa a casa por el permiso de invierno y no tiene intención de volver hasta que descubre que su padre hizo una apuesta, esperando que fracasase. A su vuelta, comienza la clase de instrucción en el boxeo, y se anuncia que un torneo de las Brigadas, tendrá lugar en la final del año. Después de que el instructor de boxeo se enoja con Huard por su conducta antideportiva hacia Cole en el ring, se ve obligado a entrenar por su cuenta.
Después Huard se traga su orgullo y admite que necesita ayuda de formación, contando con Ali y Burton para el entrenamiento físico, y Nance para entrenamientos académicos y para aumentar de peso para estar en la categoría de peso de Cole.
Después de que Nance no lo logre por apenas cuatro segundos para completar con éxito la carrera de obstáculos dentro de los cinco minutos, Cole informa a Nance que está expulsado de la Academia. Nance responde con un intento de suicidio, lo que induce a Huard a golpear a Cole en un arranque de ira. Esperando a ser expulsado, Huard comienza a empacar y marcharse, hasta que Cole se le acerca y le informa que ha solicitado más tiempo a la junta de disciplina con el fin de retrasar la audiencia hasta después de la pelea. Aunque Cole gana por decisión, Huard gana el respeto de toda la Academia, así como la de su padre, quien ha venido a ver la lucha.
En su comparecencia posterior, el Consejo de Disciplina decide mantener a Huard, basada en la recomendación de Cole. La clase de 2008 celebra el final de su año, mientras que Huard y Ali finalmente expresan su atracción mutua abiertamente.

## Elenco
- James Franco es Jake Huard.
- Tyrese Gibson es Cole.
- Macka Foley es Ref.
- Jim Parrack es A.J.
- Donnie Wahlberg es LCDR Burton.
- Brian Goodman es Bill Huard.
- Billy Finnigan es Kevin.
- Jordana Brewster es Ali.
- Katie Hein es Risa.
- Jimmy Yi Fu Li es Guardia marino Lin.
- Charles Napier es Supt. Carter.
- Heather Henderson es Daniels.
- Vicellous Reon Shannon es Marcus Nance.
- Roger Fan es Loo.
- McCaleb Burnett es Whitaker.
- Wilmer Calderon es Estrada.
- Chi McBride es McNally.
- Matt Myers es Sr. Nance.
- John Fahy es Guardia marino.
- Samuel Winder es Guardia marino Flaming.
- Lisa Crilley es Jen.

## Controversia
Al revisar el guion, el Jefe de información de la Naval, comentó:
Esta película ha sido realizada sin el apoyo del Departamento de la Marina y el Departamento de Defensa... la historia que se muestra en la secuencia de comandos no representa con precisión a la Academia, sus normas de formación, y sus métodos de preparar a los guardias marinos, mental, moral y físicamente para el servicio en la Marina de los Estados Unidos. Sobre esta base, a los productores no se les permitió un mayor acceso a los terrenos de la Academia o bien contar con otras ayudas para la filmación.
El personal de la Marina debe evitar tomarla como apariencia de apoyo para miembros del Departamento de la Marina. Cualquiera que asista a ver la película o a la actividad promocional de la película no debe asistir con uniforme.